# Pachysaga munggai
Pachysaga munggai је инсект из реда Orthoptera и фамилије Tettigoniidae. 

## Угроженост
Ова врста се сматра рањивом у погледу угрожености врсте од изумирања.

## Распрострањење
Аустралија је једино познато природно станиште врсте.

## Станиште
Врста Pachysaga munggai има станиште на копну.